# Langhalet skældyr
Det langhalede skældyr (Manis tetradactyla) er en art af skældyr. Den når en længde på 30 cm med en hale på 28 cm og vejer 2,5 kg. Den er dermed det mindste skældyr.